# NGC 1795
NGC 1795 (другое обозначение — ESO 56-SC44) — рассеянное скопление в созвездии Золотой Рыбы, расположенное в Большом Магеллановом Облаке. Открыто Джеймсом Данлопом в 1826 году. Описание Дрейера: «тусклый, довольно крупный, немного вытянутый объект». Возраст скопления составялет 1,3—1,4 миллиарда лет, металличность звёзд в нём составляет 50% от солнечной. Не проявляет признаков расширения или бимодальности точки поворота главной последовательности, что указывает на однородность звёздного населения в скоплении.
Этот объект входит в число перечисленных в оригинальной редакции «Нового общего каталога».